# بطولة آسيا للشباب تحت 19 عاما 2010
كانت بطولة آسيا للشباب تحت 19 عاما 2010 النسخة السادسة والثلاثون من المسابقة التي ينظمها الاتحاد الآسيوي لكرة القدم.
بدأت التصفيات المسابقة في أكتوبر 2009 على أن تجري البطولة النهائية في أكتوبر 2010.
أوصى الاتحاد الآسيوي لكرة القدم بتسمية الصين كمستضيف لنهائيات بطولة آسيا تحت 19 سنة لكرة القدم 2010، وتم الموافقة على ذلك في 9 فبراير 2010  بتأكيد حق الاستضافة ومكان النهائيات في مدينة زيبو يوم 18 فبراير 2010. تأهل أفضل أربعة فرق إلى كأس العالم تحت 20 سنة لكرة القدم 2011.

## المدن والملاعب المضيفة
| المدن | الملاعب                | السعة  |
| ----- | ---------------------- | ------ |
| زيبو  | ملعب مركز زيبو الرياضي | 45,000 |
| لينزي | ملعب لينزي             | 14,000 |

## المنافسة التأهيلية

### المتأهلون
| - أستراليا - البحرين - الصين - العراق | - إيران - اليابان - الأردن - كوريا الشمالية | - كوريا الجنوبية - السعودية - سوريا - تايلاند | - الإمارات العربية المتحدة - أوزبكستان - فيتنام - اليمن |

## القرعة
أجريت قرعة بطولة آسيا تحت 19 سنة لكرة القدم 2010 يوم 9 مايو 2010 في زيبو، الصين.
| الوعاء 1 (المضيفة والأوائل)                                   | الوعاء 2                                       | الوعاء 3                          | الوعاء 4                         |
| ------------------------------------------------------------- | ---------------------------------------------- | --------------------------------- | -------------------------------- |
| الصين · الإمارات العربية المتحدة · أوزبكستان · كوريا الجنوبية | أستراليا · كوريا الشمالية · السعودية · اليابان | إيران · تايلاند · العراق · الأردن | سوريا · اليمن · فيتنام · البحرين |

## مرحلة المجموعات
جميع الأوقات حسب توقيت الصين القياسي (ت ص ق) – ت ع م+8.

### المجموعة أ
| فريق     | لعب | ف | ت | خ | له | عليه | ف.أ | نقاط |
| -------- | --- | - | - | - | -- | ---- | --- | ---- |
| الصين    | 3   | 2 | 1 | 0 | 6  | 2    | +4  | 7    |
| السعودية | 3   | 2 | 0 | 1 | 3  | 3    | 0   | 6    |
| سوريا    | 3   | 1 | 0 | 2 | 1  | 3    | −2  | 3    |
| تايلاند  | 3   | 0 | 1 | 2 | 1  | 3    | −2  | 1    |

| الصين                            | 3–1   | السعودية |
| -------------------------------- | ----- | -------- |
| تان تيانتشنغ 3' · وو لي 14'، 65' | تقرير | مجرشي 9' |

| تايلاند | 0–1   | سوريا     |
| ------- | ----- | --------- |
|         | تقرير | قلعجي 71' |

| سوريا | 0–2   | الصين                 |
| ----- | ----- | --------------------- |
|       | تقرير | جين جينغداو 4'، 90+4' |

| السعودية   | 1–0   | تايلاند |
| ---------- | ----- | ------- |
| دغريري 83' | تقرير |         |

| الصين           | 1–1   | تايلاند    |
| --------------- | ----- | ---------- |
| جو جيانرونغ 75' | تقرير | باتانا 35' |

| سوريا | 0–1   | السعودية   |
| ----- | ----- | ---------- |
|       | تقرير | الفهمي 41' |

### المجموعة ب
| فريق           | لعب | ف | ت | خ | له | عليه | ف.أ | نقاط |
| -------------- | --- | - | - | - | -- | ---- | --- | ---- |
| أوزبكستان      | 3   | 3 | 0 | 0 | 4  | 0    | +4  | 9    |
| كوريا الشمالية | 3   | 2 | 0 | 1 | 5  | 1    | +4  | 6    |
| البحرين        | 3   | 1 | 0 | 2 | 2  | 4    | −2  | 3    |
| العراق         | 3   | 0 | 0 | 3 | 1  | 7    | −6  | 0    |

| أوزبكستان                | 1–0   | كوريا الشمالية |
| ------------------------ | ----- | -------------- |
| عبد الخالقوف 64' (ركلة.) | تقرير |                |

| العراق   | 1–2   | البحرين                    |
| -------- | ----- | -------------------------- |
| عباس 44' | تقرير | عامر 50' · بهجت 56' (ه.ذ.) |

| كوريا الشمالية                                                       | 3–0   | العراق |
| -------------------------------------------------------------------- | ----- | ------ |
| جانغ كوك-تشول 14' · جانغ سونغ-هيوك 45' (ركلة.) · باك سونغ-تشول 90+4' | تقرير |        |

| البحرين | 0–1   | أوزبكستان        |
| ------- | ----- | ---------------- |
|         | تقرير | سمولياتشينكو 17' |

| أوزبكستان                      | 2–0   | العراق |
| ------------------------------ | ----- | ------ |
| بحر الدينوف 45' · ميرزائيف 90' | تقرير |        |

| البحرين | 0–2   | كوريا الشمالية                       |
| ------- | ----- | ------------------------------------ |
|         | تقرير | ري هيونغ-جين 56' · باك سونغ-تشول 77' |

### المجموعة ج
| فريق                     | لعب | ف | ت | خ | له | عليه | ف.أ | نقاط |
| ------------------------ | --- | - | - | - | -- | ---- | --- | ---- |
| اليابان                  | 3   | 3 | 0 | 0 | 9  | 1    | +8  | 9    |
| الإمارات العربية المتحدة | 3   | 1 | 1 | 1 | 5  | 2    | +3  | 4    |
| فيتنام                   | 3   | 1 | 0 | 2 | 2  | 9    | −7  | 3    |
| الأردن                   | 3   | 0 | 1 | 2 | 1  | 5    | −4  | 1    |

| الإمارات العربية المتحدة | 1–2   | اليابان                          |
| ------------------------ | ----- | -------------------------------- |
| خليل 90'                 | تقرير | راشد 53' (ه.ذ.) · إيبوسوكي 90+1' |

| فيتنام                             | 2–1   | الأردن    |
| ---------------------------------- | ----- | --------- |
| لي كوك فونغ 55' · سريوة 72' (ه.ذ.) | تقرير | زعترة 37' |

| اليابان                          | 4–0   | فيتنام |
| -------------------------------- | ----- | ------ |
| موساكا 8' · أوسامي 45'، 77'، 90' | تقرير |        |

| الأردن | 0–0   | الإمارات العربية المتحدة |
| ------ | ----- | ------------------------ |
|        | تقرير |                          |

| الإمارات العربية المتحدة                   | 4–0   | فيتنام |
| ------------------------------------------ | ----- | ------ |
| خليل 6'، 23'، 27' · عبد الرحمن 77' (ركلة.) | تقرير |        |

| الأردن | 0–3   | اليابان                       |
| ------ | ----- | ----------------------------- |
|        | تقرير | ناغاي 49'، 83' · إيبوسوكي 76' |

### المجموعة د
| فريق           | لعب | ف | ت | خ | له | عليه | ف.أ | نقاط |
| -------------- | --- | - | - | - | -- | ---- | --- | ---- |
| أستراليا       | 3   | 2 | 1 | 0 | 7  | 1    | +6  | 7    |
| كوريا الجنوبية | 3   | 2 | 1 | 0 | 3  | 0    | +3  | 7    |
| إيران          | 3   | 1 | 0 | 2 | 2  | 5    | −3  | 3    |
| اليمن          | 3   | 0 | 0 | 3 | 1  | 7    | −6  | 0    |

| كوريا الجنوبية                        | 2–0   | إيران |
| ------------------------------------- | ----- | ----- |
| جي دونغ-وون 39' · جونغ سيونغ-يونغ 54' | تقرير |       |

| أستراليا                                                  | 4–1   | اليمن       |
| --------------------------------------------------------- | ----- | ----------- |
| دانينغ 14' · بولوت 26' (ركلة.) · ماكغوان 30' · فليتشر 83' | تقرير | البيضاني 2' |

| إيران | 0–3   | أستراليا                            |
| ----- | ----- | ----------------------------------- |
|       | تقرير | أميني 39' · بولوت 60' · أنتونيس 88' |

| اليمن | 0–1   | كوريا الجنوبية  |
| ----- | ----- | --------------- |
|       | تقرير | جي دونغ-وون 15' |

| كوريا الجنوبية | 0–0   | أستراليا |
| -------------- | ----- | -------- |
|                | تقرير |          |

| اليمن | 0–2   | إيران                  |
| ----- | ----- | ---------------------- |
|       | تقرير | رضائي 59'، 88' (ركلة.) |

## مراحل خروج المغلوب
جميع الأوقات حسب توقيت الصين القياسي (ت ص ق) – ت ع م+8.

### المخطط
|  | ربع النهائي              | ربع النهائي      |                  |   | نصف النهائي | نصف النهائي |  |  | النهائي | النهائي |
|  |                          |                  |                  |   |             |             |  |  |         |         |
|  | 11 أكتوبر - زيبو         |                  |                  |   |             |             |  |  |         |         |
|  |                          |                  |                  |   |             |             |  |  |         |         |
|  | الصين                    | 0                |                  |   |             |             |  |  |         |         |
|  | الصين                    | 0                | 14 أكتوبر - زيبو |   |             |             |  |  |         |         |
|  | كوريا الشمالية           | 2                |                  |   |             |             |  |  |         |         |
|  | كوريا الشمالية           | 2                | كوريا الشمالية   | 2 |             |             |  |  |         |         |
|  | 11 أكتوبر - لينزي        |                  | كوريا الشمالية   | 2 |             |             |  |  |         |         |
|  |                          |                  | كوريا الجنوبية   | 0 |             |             |  |  |         |         |
|  | اليابان                  | 2                | كوريا الجنوبية   | 0 |             |             |  |  |         |         |
|  | اليابان                  | 2                | 17 أكتوبر - زيبو |   |             |             |  |  |         |         |
|  | كوريا الجنوبية           | 3                |                  |   |             |             |  |  |         |         |
|  | كوريا الجنوبية           | 3                | كوريا الشمالية   | 3 |             |             |  |  |         |         |
|  | 11 أكتوبر - زيبو         |                  | كوريا الشمالية   | 3 |             |             |  |  |         |         |
|  |                          | أستراليا         | 2                |   |             |             |  |  |         |         |
|  | أوزبكستان                | أستراليا         | 2                | 1 |             |             |  |  |         |         |
|  | أوزبكستان                | 14 أكتوبر - زيبو |                  | 1 |             |             |  |  |         |         |
|  | السعودية                 | 2                |                  |   |             |             |  |  |         |         |
|  | السعودية                 | 2                | السعودية         | 0 |             |             |  |  |         |         |
|  | 11 أكتوبر - لينزي        |                  | السعودية         | 0 |             |             |  |  |         |         |
|  |                          |                  | أستراليا         | 2 |             |             |  |  |         |         |
|  | أستراليا                 | 4                | أستراليا         | 2 |             |             |  |  |         |         |
|  | أستراليا                 | 4                |                  |   |             |             |  |  |         |         |
|  | الإمارات العربية المتحدة | 2                |                  |   |             |             |  |  |         |         |
|  | الإمارات العربية المتحدة | 2                |                  |   |             |             |  |  |         |         |
|  |                          |                  |                  |   |             |             |  |  |         |         |

### ربع النهائي
| الصين | 0–2   | كوريا الشمالية                        |
| ----- | ----- | ------------------------------------- |
|       | تقرير | جونغ إيل-غوان 51' · باك سونغ-تشول 53' |

| أوزبكستان      | 1–2 (ب.و.إ.) | السعودية              |
| -------------- | ------------ | --------------------- |
| عبد اللهئيف 6' | تقرير        | عطيف 83' · الجهني 96' |

| اليابان                   | 2–3   | كوريا الجنوبية                                                  |
| ------------------------- | ----- | --------------------------------------------------------------- |
| إيبوسوكي 14'، 30' (ركلة.) | تقرير | كيم كيونغ-جونغ 31' · هوانغ دو-ييئون 45' · جونغ سيونغ-يونغ 45+2' |

| أستراليا                                      | 4–2 (ب.و.إ.) | الإمارات العربية المتحدة |
| --------------------------------------------- | ------------ | ------------------------ |
| بولوت 6' · أميني 48' · ليكي 92' · فليتشر 104' | تقرير        | خليل 23' (ركلة.)، 84'    |

### نصف النهائي
| كوريا الشمالية                       | 2–0   | كوريا الجنوبية |
| ------------------------------------ | ----- | -------------- |
| جونغ إيل-غوان 45' · ري هيوك-تشول 79' | تقرير |                |

| السعودية | 0–2   | أستراليا               |
| -------- | ----- | ---------------------- |
|          | تقرير | بولوت 69'، 74' (ركلة.) |

### النهائي
| كوريا الشمالية              | 3–2   | أستراليا       |
| --------------------------- | ----- | -------------- |
| جونغ إيل-غوان 10'، 43'، 89' | تقرير | بولوت 24'، 30' |

## الفائز
| فائز بطولة آسيا تحت 19 سنة لكرة القدم 2010 |
| ------------------------------------------ |
| · كوريا الشمالية · للمرة الثالثة           |

## الجوائز
| أفضل لاعب     | الهداف    |
| ------------- | --------- |
| جونغ إيل-غوان | كرم بولوت |

## مسجلي الأهداف
7 أهداف
- كرم بولوت

6 أهداف
- أحمد خليل

5 أهداف
- جونغ إيل-غوان

4 أهداف
- هيروشي إيبوسوكي

3 أهداف
| - تاكاشي أوسامي | - باك سونغ-تشول |  |

هدفين
| - ماثيو فليتشر - مصطفى أميني - جين جينغداو | - وو لي - كاوه رضائي - ريو ناغاي | - جي دونغ-وون - جونغ سيونغ-يونغ |

هدف
| - ماثيو ليكي - كوفي دانينغ - ديلان ماكغوان - تيري أنتونيس - سعد صلاح عامر - تان تيانتشنغ - جو جيانرونغ - علي صباح عباس - ميتسوناري موساكا - محمود زعترة - جانغ كوك-تشول | - جانغ سونغ-هيوك - ري هيونغ-جين - ري هيوك-تشول - محمد مجرشي - يحيى دغريري - ياسر الفهمي - عبد الله عطيف - فهد الجهني - هوانغ دو-ييئون - كيم كيونغ-جونغ | - رضوان قلعجي - سوكجونو باتانا - تيمورخوجا عبد الخالقوف - عمر عبد الرحمن - عبد المطلب عبد اللهئيف - أكرم بحر الدينوف - سردار ميرزائيف - بافل سمولياتشينكو - لي كوك فونغ - أحمد البيضاني |

هدف ذاتي
| - علي بهجت (لعب ضد البحرين) | - عبد العزيز سريوة (لعب ضد فيتنام) | - عدنان راشد (لعب ضد اليابان) |

## البلدان التي ستشارك فيكأس العالم تحت 20 سنة لكرة القدم 2011
تأهلت أفضل 4 فرق لكأس العالم تحت 20 سنة لكرة القدم 2011.
- أستراليا
- كوريا الشمالية
- كوريا الجنوبية
- السعودية

## روابط خارجية
- "AFC U-19 Championship schedule". The-AFC.com. 15 يوليو 2010.